# Varybóbi
Varybóbi ou Varympómpi (en grec moderne : Βαρυμπόμπη) est un village du dème d’Acharnés, en Attique de l'Est, en Grèce. Selon le recensement de 2011, la population de Varybóbi compte 1 377 habitants. Il est situé à une altitude de 300 m.

## Histoire
Le 3 août 2021, dans le contexte de la forte canicule et des nombreux feux de forêt en Grèce, un grand incendie s’est déclaré à Varybóbi et a dévasté une grande partie de la localité, détruisant ou endommageant 74 habitations, plusieurs restaurants et un centre équestre.